# Morti nel 1362
| Questa pagina contiene informazioni ricavate automaticamente dalle voci biografiche con l'ausilio del template Bio e di un bot. L'aggiornamento è periodico e automatico e ricostruisce completamente la pagina. Se manca una persona in questa lista, sei pregato di non aggiungerla, ma accertati piuttosto che la sua voce biografica contenga il template Bio e che i dati anagrafici siano correttamente compilati. Se il template Bio manca, inseriscilo tu stesso o, in alternativa, metti l'avviso {{tmp\|Bio}} che ne segnala la mancanza. Se i dati riportati sono sbagliati, correggi direttamente la voce biografica; le modifiche saranno visibili in questa lista entro pochi giorni. Per chiarimenti vedi il progetto biografie. La lista contiene solo le 35 persone che sono citate nell'enciclopedia e per le quali è stato implementato correttamente il template Bio. Pagina aggiornata al 10 ago 2025. |

- 28 marzo - Nicolás Rosell, cardinale spagnolo (n. 1314)
- 6 aprile - Giacomo I di Borbone-La Marche, conte (n. 1319)
- 25 aprile - Muhammad VI di Granada, sultano (n. 1332)
- 26 maggio - Luigi di Taranto, sovrano italiano (n. 1320)
- 11 luglio - Anna di Świdnica, nobile polacca (n. 1339)
- 22 luglio - Luigi di Durazzo, conte (n. 1324)
- 30 agosto - Guglielmo da Pastrengo, politico e scrittore italiano (n. 1290)
- 7 settembre - Giovanna d'Inghilterra, principessa inglese (n. 1321)
- 12 settembre - Papa Innocenzo VI, papa, vescovo cattolico e cardinale francese (n. 1282)
- 20 settembre - Rinaldo da Villafranca, poeta, grammatico e umanista italiano (n. 1291)
- 1º ottobre - Maria Plantageneta, nobile britannica (n. 1344)
- 14 ottobre - Ugolino Gonzaga, condottiero italiano (n. 1320)
- 29 novembre - Roberto Alidosi, nobile e militare italiano
- 7 dicembre - Bartolomeo Caracciolo, diplomatico e scrittore italiano
- 10 dicembre - Federico d'Asburgo, nobile austriaco (n. 1347)
- Agnolo di Pietro, scultore italiano
- Giovanni Baronzio, pittore italiano
- Pierre Bersuire, umanista, storico e traduttore francese
- Raimondo Bianchi, vescovo cattolico italiano
- Pietro di Borbone-La Marche, nobile francese (n. 1342)
- Giovanni III di Trebisonda, imperatore bizantino (n. 1321)
- Halil Bey, principe ottomano (n. 1347)
- Sebastiano Napodano, giurista italiano (n. 1298)
- Mainardo di Neuhaus, vescovo cattolico austriaco
- Orhan I, sultano ottomano (n. 1281)
- Roman, arcivescovo ortodosso
- Giovanni I Sanudo, duca
- Tommaso II di Savoia, vescovo cattolico italiano (n. 1323)
- Giovanni Scarlatti, arcivescovo cattolico italiano
- Sri Wikrama Wira, principe malese
- Walter Stewart, nobile scozzese (n. 1338)
- Taddea da Rimini, nobile italiana
- Jacopo Talenti, architetto italiano
- Teodoro di Kiev, nobile lituano
- Pietro di Xèrica, nobile spagnolo